# 利奧波德鎮區 (印地安納州佩里縣)
利奧波德鎮區（英語：Leopold Township）是位於美國印地安納州佩里縣的一個行政鎮區。

## 地方資料
根據2010年美國人口普查的數據，利奧波德鎮區的面積為83.80平方千米，當中陸地面積為83.20平方千米，而水域面積為0.60平方千米。當地共有人口765人，而人口密度為每平方千米9.13人。